# Eclectus
Eclectus là một chi chim trong họ Psittacidae.